# 가미고정
가미고정(上郷町)은 아이치현 헤키카이군에 설치되었던 정이다. 현재의 도요타시 남부에 해당한다.